# Allochrusa paniculata
Allochrusa paniculata là loài thực vật có hoa thuộc họ Cẩm chướng. Loài này được (Regel & Herder) Ovcz. & Czukav. mô tả khoa học đầu tiên năm 1968.